# Mother Wore Tights
Mother Wore Tights (Brasil:  ... E os Anos Passaram / Portugal: Sempre nos Teus Braços) é um filme estadunidense de 1947 dirigido por Walter Lang, e estrelado por Betty Grable e Dan Dailey.
Este foi o primeiro filme de Grable e Dailey juntos, o roteiro é baseado em um livro de mesmo nome escrito por Miriam Young. Foi o filme de maior sucesso comercial da carreira de Grable até aquela época, arrecadando mais de US$ 4.1 milhões nas bilheterias. Também foi o filme de maior sucesso da 20th Century Fox em 1947.
Alfred Newman ganhou o Oscar de Melhor Trilha Sonora Original. Josef Myrow (arranjo) e Mack Gordon (letras) foram nomeados a categoria de Melhor Canção Original por You Do, enquanto Harry Jackson foi nomeado ao Oscar Melhor Fotografia em cor.

## Sinopse
A jovem Myrtle McKinley faz parte de uma família de artistas e cresceu no ambiente do teatro de vaudeville. Mas ela quer estudar e vai para São Francisco. Inicialmente ela matricula-se no curso de administração de empresas, mas tudo a leva para o lado do teatro. É quando ela é descoberta pelo ator Frank Burt, que vê na jovem seu talento artístico. Frank não só a convida para um espetáculo, como ainda casa-se com ela. Mais tarde, surgem problemas com a filha do casal, e Myrtle vai viver apenas a nostalgia dos números musicais.

## Elenco
- Betty Grable ... Mãe
- Dan Dailey ... Papai
- Mona Freeman ... Iris
- Connie Marshall ... Mikie
- Vanessa Brown ... Bessie
- Robert Arthur ... Bob Clarkman
- Sara Allgood  ... Vovó McKinley
- William Frawley ...Sr. Schneider
- Ruth Nelson ... Srta. Ridgeway
- Anne Baxter ... Narradora (voz)
- Anabel Shaw ... Alice Flemmerhammer
- Stephen Dunne ... Roy Vivins
- George Cleveland ... Avô McKinley
- Veda Ann Borg ... Rosemary Olcott
- Señor Wences ... ele mesmo
- Sig Ruman... Papa
- Lee Patrick ... Lil
- Alvin Hammer ... Clarence
- Mae Marsh ... Hóspede do resort
- Ruth Clifford ... Hóspede do resort